# Maurice Raoul-Duval
Maurice Auguste Raoul-Duval (Le Pecq, Yvelines, 27 d'abril de 1866 – Verdun, Mosa, 5 de maig de 1916) va ser un jugador de polo francès.
El 1900 va prendre part en els Jocs Olímpics de París, on guanyà la medalla de bronze en la competició de polo com a integrant de l'equip Bagatelle Polo Club de Paris. En aquest equip també hi competien Robert Fournier-Sarlovèze, Frederick Agnew Gill i Edouard Alphonse de Rothschild. Raoul-Duval disputà aquesta mateixa competició amb un altre equip, el Compiègne Polo Club, quedant eliminat en quarts de final.
Morí al camp de batalla durant la Primera Guerra Mundial.